# Contemporanul
 Contemporanul  este numele sub care au fost publicate mai multe reviste științifice și literare. Prima publicație a apărută la Iași între iulie 1881 și mai 1891, sub îngrijirea lui Ioan Nădejde și Vasile G. Morțun. Redactorii revistei au fost: Sofia Nădejde, Gheorghe Nădejde, Theodor Dimitrie Speranția, Constantin Mille.
Ulterior, s-au dorit continuatoare ale Contemporanului ieșean revistele Contimporanul, publicație avangardistă tipărită între 1922-1932), Contemporanul, săptămânal al Consiliul Culturii și Educației Socialiste publicat între 1946-1989, și Contemporanul. Ideea Europeană, revistă europeană de cultură, politică și știință publicată începând cu 1990.

## Contemporanulieșean (1881-1891)
Contemporanul a fost o revista științifică și literară, apărută la Iași între iulie 1881 și mai 1891, sub îngrijirea lui Ioan Nădejde și Vasile G. Morțun. Redactorii revistei au fost inițial Sofia Nădejde, Gh. Nădejde, Theodor Speranția, Constantin Mille. Revista Contemporanul a fost prima mare publicație legată de o ideologie, mai precis ideologia mișcării muncitorești din România. A propagat teoriile științifice moderne, filosofia materialistă și a combătut misticismul și orice formă de ignoranță. Teoreticianul și criticul revistei a fost C. Dobrogeanu-Gherea. De la bun început, în paginile publicației, înființate la inițiativa cercurilor socialiste de la Iași, erau abordate teme circumscrise culturii, științei și politicii. Anul apariției revistei, 1881, este un an de importanță majoră pentru destinul României moderne. Este în primul rând anul proclamării țării ca regat, și consacrarea definitivă a statului român ca monarhie constituțională, după ce prin aducerea prințului Carol de Hohenzollern-Sigmaringen, adoptarea Constituției din 1866 și câștigarea Independenței de stat în 1877-1878, România își făcuse intrarea în familia statelor moderne europene. 
Titulatura publicației o relua pe cea a revistei ruse Sovremennik, editată în 1835 la inițiativa romanticului A.S. Pușkin, cu deosebirea că periodicul rus apărea sub domnia autocratică a țarului Nicolae I, în timp ce corespondentul său românesc ieșea sub un regim democratic, care favoriza, prin lichidarea cenzurii, confruntarea liberă a ideilor, fie politice, fie culturale. Încă de la început, Contemporanul a continuat linia trasată de generația pașoptistă, militând pentru ideea de reformă, încercând să ia inițiative în direcția modernizării învățământului românesc sau popularizând operele valoroase din literatura universală. Până la încetarea apariției sale în anul 1891, în paginile revistei vor semna Constantin Dobrogeanu-Gherea, frații Nădejde, Sofia Nădejde, Constantin Mille, Nicolae Beldiceanu, Ion Păun-Pincio, T.D. Speranția, O. Carp, Artur Stavri, Dimitrie A. Teodoru, Ștefan Basarabeanu, Ion Creangă, Dimitrie Anghel. De la apariția primului număr la 1 iulie 1881, la Iași, sub egida Cercului socialist din localitate, Contemporanul își fixa scopul „de a face cunoscut publicului român cum privește știința contemporană lumea”.

## Contimporanul, publicație avangardistă (1922-1932)
Numele Contemporanul a lansat o tradiție, fiind o titulatură potrivită pentru a ilustra preocuparea pentru noutățile în materie de știință și cultură și pentru noile curente de idei, în opinia inițiatorilor revistei literare de avangardă Contimporanul, apărută în anul 1922 la București. Revista a apărut la început ca un săptămânal (3 iunie 1922 – 7 iulie 1923), apoi lunar (aprilie 1924 – ianuarie 1932) și s-a bucurat de colaborarea unor nume de rezonanță ale culturii românești interbelice: Felix Aderca, Tristan Tzara, Tudor Arghezi, Benjamin Fundoianu, Nicolae Davidescu, Sandu Tudor, Ion Sân-Giorgiu, Mircea Eliade, Ilarie Voronca, Adrian Maniu, Urmuz, Marcel Iancu. Revista a publicat articole politice de orientare democratică precum și articole având ca subiect curentele de avangardă europene precum cubismul, expresionismul, dadaismul, futurismul și suprarealismul.
Articolul-program semnat de dr. Nicolae Lupu arăta că revista se dorea o continuatoare a „bunicii sale de la finele veacului trecut” (Contemporanul ieșean).

## Contemporanul, săptămânal alCCES(1946-1989)
Începând din 1946 o nouă revistă purtând titulatura Contemporanul apărea în peisajul publicistic românesc. Dar editarea ei se facea într-o conjunctura nefastă, cu un an înaintea alungării regelui Mihai I și a instaurării regimului comunist. Deși s-a dorit prin titlu și program o continuatoare a tradiției lansate în 1881 de revista lui Gherea, noua publicație nu a fost, până în anii 1960, decât o caricatură a celorlalte reviste, deoarece apărea ca tribună oficială a Partidului Comunist, promovând literatura și arta „nouă” în spirit proletcultist. 
Revista a apărut la București ca săptămânal al Consiliului Culturii și Educației Socialiste între 1946-1989. Până în anul 1972 a avut subtitlul „Săptămânal politic, social, cultural”. Contemporanul bucureștean i-a avut ca directori pe George Călinescu (1962-1964), George Ivașcu (1964-1966), acesta deținând și funcția de redactor-șef între anii 1955-1964 și 1966-1971. La conducerea revistei s-au mai aflat Ioan Grigorescu (1964-1966), C. Mitea (1971-1980), D.R. Popescu (1982-1989). Între colaboratorii revistei s-au numărat Mihail Sadoveanu, Zaharia Stancu, Lucian Blaga, Ovid S. Crohmălniceanu, Paul Georgescu, Savin Bratu, Eugen Jebeleanu, Dan Deșliu, Ion Vitner, Dumitru Micu (Jurnal de lectură, după 1975), Ion Dodu Bălan, G. Călinescu (Cronica optimistului, 1955-1965), Tudor Arghezi (poeme, tablete, 1961-1967), Aurel Martin, Camil Petrescu (1956-1959), Al. Piru, George Munteanu, Adrian Marino, ca și „noua generație” de critici Laurențiu Ulici, Nicolae Manolescu, Eugen Simion, Grigore Moisil, Mircea Malița (Cronica anului 2000) etc.

## Contemporanul. Ideea Europeană, revistă europeană de cultură, politică și știință (1990-prezent)
După 1990, o nouă revistă, neafiliată nici unui partid sau grupări politice, apare săptămânal sub titulatura Contemporanul. Ideea Europeană. Subtitlul este adăugat de acad. Nicolae Breban, director al revistei, și constituie numele revistei Ideea europeană care a fost un săptămânal, apoi lunar, fondat de C. Rădulescu-Motru, tipărită la București între 25 iunie 1919 – 1 iulie 1928,. În această formulă – Contemporanul. Ideea Europeană – vechea revistă Contemporanul, înființată la 1881, întrunește, așadar, două nume de prestigiu în istoria culturii române. Funcția de redactor șef o dețin prozatorul Florin Sicoie (1990-1998), prozatorul Cătălin Țârlea (1998-2001), iar din decembrie 2001, Aura Christi, poet, romancier, eseist adună în jurul acesteia un grup important, relansând-o într-un stil benefic în peisajul cultural actual. 
În paginile publicației semnează curent, unii dintre ei având rubrici permanente, Eugen Simion, Cezar Baltag, Ștefan Augustin Doinaș, Ana Blandiana, Nicolae Breban, Aura Christi, Nicolae Balotă, Ștefan Borbély, Irina Petraș, Razvan Voncu, Christian W. Schenk, Călin Căliman, Dana Duma, Maria-Ana Tupan, Doina Ruști, Bogdan Mihai Dascălu, Iosif Sava, Solomon Marcus, Henri Zalis, Gheorghe Schwartz, Geo Vasile, Ion Ianoși, Janina Ianoși, Doina Dascălu, Crișu Dascălu. Contemporanul. Ideea Europeană a lansat câțiva scriitori cum sunt bunăoară Octavian Soviany, Aura Christi, Victor Scoradeț. Scopul acestei instituții este lansarea și propagarea valorilor democrației, susținerea dialogului multicultural, a valorilor reale ale culturii, literaturii române vii și integrarea lor în circuitul de valori europene și universale, într-un context în care literatura și cultura română sunt tratate cu ostilitate, sunt rău cunoscute în țară, necunoscute în străinătate.